# Liste der Municipalitys in der Provinz Gauteng

Die Provinz Gauteng mit Distrikten und Gemeinden (Stand 2016)

Die Liste der Gemeinden in der Provinz Gauteng führt alle Gemeinden (Local Municipalities und Metropolitan Municipalities) in der südafrikanischen Provinz Gauteng auf.
Gauteng ist in drei Metropolgemeinden sowie zwei Distrikte (District Municipalities) mit insgesamt sieben Gemeinden aufgeteilt. Die Metropolgemeinden sind die City of Ekurhuleni Metropolitan Municipality mit der Stadt Germiston als Zentrum, die City of Johannesburg Metropolitan Municipality mit Johannesburg und die City of Tshwane Metropolitan Municipality mit Pretoria. Sie gehören zu keinem Distrikt.

## Legende
- Gemeinde: Name der Gemeinde
- Voller Name: Offizielle Bezeichnung der Gemeinde
- Code: Code der Gemeinde (Municipal Code)
- Sitz: Verwaltungssitz der Gemeinde
- Einwohner (Zensus): Anzahl der Einwohner der Gemeinde nach der Volkszählung aus dem Jahr 2001
- Einwohner (Zensus): Anzahl der Einwohner der Gemeinde nach der Volkszählung aus dem Jahr 2011
- Fläche: Fläche der Gemeinde (Stand 2011)
- Distrikt: Distrikt, zu dem die Gemeinde gehört

## Liste
| Gemeinde      | Voller Name                                    | Code  | Sitz           | Einwohner Zensus 2001 | Einwohner Zensus 2011 | Fläche (km²) | Distrikt  |
| ------------- | ---------------------------------------------- | ----- | -------------- | --------------------- | --------------------- | ------------ | --------- |
| Emfuleni      | Emfuleni Local Municipality                    | GT421 | Vanderbijlpark | 658.420               | 721.663               | 966          | Sedibeng  |
| Midvaal       | Midvaal Local Municipality                     | GT422 | Meyerton       | 64.642                | 95.301                | 1.722        | Sedibeng  |
| Lesedi        | Lesedi Local Municipality                      | GT423 | Heidelberg     | 73.692                | 99.520                | 1.484        | Sedibeng  |
| Mogale City   | Mogale City Local Municipality                 | GT481 | Krugersdorp    | 289.835               | 362.422               | 1.342        | West Rand |
| Randfontein1  | Randfontein Local Municipality                 | GT482 | Randfontein    | 128.731               | 149.286               | 475          | West Rand |
| Westonaria1   | Westonaria Local Municipality                  | GT483 | Westonaria     | 109.328               | 111.767               | 640          | West Rand |
| Merafong City | Merafong City Local Municipality               | GT484 | Carletonville  | 210.481               | 197.520               | 1.631        | West Rand |
| Ekurhuleni    | City of Ekurhuleni Metropolitan Municipality   | EKU   | Germiston      | 2.478.631             | 3.178.470             | 1.924        | –         |
| Johannesburg  | City of Johannesburg Metropolitan Municipality | JHB   | Johannesburg   | 3.225.309             | 4.434.827             | 1.645        | –         |
| Tshwane       | City of Tshwane Metropolitan Municipality      | TSH   | Pretoria       | 1.982.235             | 2.921.488             | 6.345        | –         |

1 2016 vereinigt zur Gemeinde Rand West City (GT485)